# Нуса-Пеніда
Нуса-Пеніда (індонез. Nusa Penida) — невеликий острів, розташований приблизно за 12 км на південний схід від індонезійського острова Балі. В адміністративному відношенні входить до складу округу Клунгкунг провінції Балі.
Відділений від острова Балі протокою Бадунг. Становить 19,4 км в довжину і 13,7 км в ширину. Площа острова - 202,84 км² . Поблизу Нуса-Пеніда є 2 невеликих острівця: Нуса-Лембонган та Нуса-Ченінган. Рельєф острова являє собою 3 плато: перше - на північному узбережжі, розташоване на рівні моря; друге - в центрі, що має середні висоти 400-450 м і третє - на півдні, з висотою близько 200 м. З південного сходу на північний захід острова проходить горбиста гряда з максимальною висотою 524 м над рівнем моря. Південне узбережжя представлено кліфами, що піднімаються майже вертикально на 100-200 м.  На острові широко розвинений карст, який проявляється тут у вигляді невеликих пагорбів з конусоподібними вершинами. Є печери.
Постійних річок та струмків на острові немає; русла наповнюються водою тільки в період мусонів. Схили пагорбів покриті лісами та чагарниками. Разом з сусідніми малими островами Нуса-Пеніда становить пташиний заповідник .
Клімат в середньому жаркіший і посушливіший ніж на сусідньому Балі.
На відміну від сусідніх островів Нуса-Лембонган і Нуса-Ченінган, на Нуса-Пеніда менш розвинена туристична інфраструктура. Але з 2016 року острів став дуже активно розвиватися і забудовуватися, тому ситуація з туристичною інфраструктурою швидко змінюється. Найрозвиненішим є північне узбережжя острова між двома найбільшими населеними пунктами Sampalan і Toyapakeh.
Основу економіки становить туризм, риболовля, сільське господарство, яке досить обмежене через брак прісної води. Значна частина населення зайнята вирощуванням водоростей на прибережних мілинах в морі, в основному з північної та північно-східної сторони острова.
Є поромне сполучення з островом Балі до порту Padangbay. Пором на Нуса-Пеніда приходить до столиці острова Sampalan. Швидкісні човни до Балі приходять в Padangbay, Sanur, Tribuana, Kusamba. Є кілька компаній швидкісних човнів, у кожній з яких свій причал на північному узбережжі острова.
Населення представлено головним чином балійцями, які говорять на місцевому діалекті балійської мови. Так само на острові частина мешканців є мусульманами, велика їх частина проживає в селі Toyapakeh.
За даними на 2010 рік населення острова становить 48 075 осіб .

## Пам'ятки
Більшість туристів приїжджають на Нуса-Пеніду заради її природних пам'яток. На острові є підземний храм Goa Giri Putri, кілька популярних пляжів: Crystal Bay, Atuh Beach, Kelingking Beach, Suwehan Beach тощо. Популярні місця для відвідування туристами - це Angel's Billabong, Broken Beach, Peguyangan Waterfall, Seganing Waterfall, Tembeling Forest, оглядові майданчики Banah Cliff, Saren Cliff, Teletubes Hills.
Нуса-Пеніда славиться своїм сноркелінгом і дайвінгом. Дайв-сайти острова вважаються одними з кращих на Балі, але новачкам варто бути обережними, оскільки серед дайверів Нуса-Пеніда добре відома своїми сильними течіями.
Околиці острова - єдине місце на Балі, де цілий рік можна зустріти гігантських скатів Манта. З липня по жовтень, коли вода холоднішає, з'являється високий шанс зустріти рибу-місяць Mola-Mola. Цей час вважається високим туристичним сезоном.
Найпопулярніші дайв-сайти острова розташовані на північному і північно-західному узбережжі: Manta Point, Manta Bay, Crystal Bay, Gamat Bay, Toyapakeh Wall, SD, SD Point, Sental, Buyuk.
На острові є кілька дайв-центрів та одна школа фридайвінгу. Багаті рибою води навколо острова - популярне місце для підводних мисливців.